# Perfection Automobile Works
Perfection Automobile Works war ein US-amerikanischer Hersteller von Automobilen.

## Unternehmensgeschichte
Das Unternehmen wurde Anfang 1907 in Niles in Michigan gegründet. Bereits im Februar 1907 zog es nach South Bend in Indiana. Pläne, Fahrzeuge für die Cornish-Friedberg Motor Car Company herzustellen, scheiterten. Daraufhin wurde eigene Fahrzeuge entwickelt. 1907 begann die Produktion von Automobilen. Der Markenname lautete Perfection.
Im Januar 1908 machte Newton C. Gauntt ein Übernahmeangebot, das angenommen wurde. Allerdings wurden die Gläubiger nicht darüber informiert. Im Februar 1908 folgte der Bankrott. In dem Jahr endete die Produktion. Die Produktionszahlen blieben gering.

## Fahrzeuge
Im Angebot standen zwei Modelle. Ihre Motoren hatten die gleichen Abmessungen. Die Bohrung betrug 114,3 mm und der Hub 127 mm.
Beim Four mit einem Vierzylindermotor ergaben sich daraus 5212 cm³ Hubraum und 42 PS Leistung. Das Fahrgestell hatte 295 cm Radstand. Einziger Aufbau war ein Tourenwagen mit fünf Sitzen.
Der Six hatte 7819 cm³ Hubraum und war mit 70 PS Leistung angegeben. Der Radstand betrug 315 cm. Auch er war als Tourenwagen karosseriert.

## Modellübersicht
| Jahr      | Modell | Zylinder | Leistung (PS) | Radstand (cm) | Aufbau               |
| --------- | ------ | -------- | ------------- | ------------- | -------------------- |
| 1907–1908 | Four   | 4        | 42            | 295           | Tourenwagen 5-sitzig |
| 1907–1908 | Six    | 6        | 70            | 315           | Tourenwagen          |